# Calophya minuta
Calophya minuta är en insektsart som beskrevs av Leonard D. Tuthill 1942. Calophya minuta ingår i släktet Calophya och familjen Calophyidae. Inga underarter finns listade i Catalogue of Life.